# Colonia Valerio Trujano
Colonia Valerio Trujano är en ort i Mexiko.   Den ligger i kommunen Tepecoacuilco de Trujano och delstaten Guerrero, i den södra delen av landet, 170 km söder om huvudstaden Mexico City. Colonia Valerio Trujano ligger 478 meter över havet och antalet invånare är 314.
Terrängen runt Colonia Valerio Trujano är huvudsakligen kuperad, men västerut är den bergig. Colonia Valerio Trujano ligger nere i en dal. Runt Colonia Valerio Trujano är det ganska glesbefolkat, med 42 invånare per kvadratkilometer. Närmaste större samhälle är Mezcala, 1,6 km sydväst om Colonia Valerio Trujano. I omgivningarna runt Colonia Valerio Trujano växer huvudsakligen savannskog.